# 1851 en droit
Cet article présente les faits marquants de l'année 1851 en droit.

## Événements

### Février
- 7 février : Loi du 7 février 1851 introduit le double droit du sol

### Décembre
- 2 décembre : coup d'État de Louis-Napoléon Bonaparte par lequel, en violation de la légitimité constitutionnelle, il décide de conserver le pouvoir à quelques mois de la fin de son mandat, alors que la Constitution de la Deuxième République lui interdisait de se représenter.